# L'amore è imperfetto
L'amore è imperfetto è un film italiano del 2012 diretto da Francesca Muci.
Il film è tratto dal romanzo omonimo edito da Piemme e scritto sempre dalla regista.
I brani L'amore è una cosa semplice e TVM di Tiziano Ferro fanno parte della colonna sonora del film.

## Trama
Elena è una trentacinquenne che lavora per una casa editrice. Vive da single dopo che l'ultimo rapporto importante ma insoddisfacente - risalente a parecchi anni prima - con Marco (fotografo free lance) è terminato dopo che lei lo aveva scoperto in un ristorante modaiolo mentre flirtava con un ragazzo.
A causa di un banale incidente col suo motorino conosce in contemporanea Adriana ed Ettore: lei ha diciotto anni, lui cinquanta. Adriana, figlia di uno psichiatra, ha un rapporto conflittuale con il mondo e soprattutto con quello femminile, Ettore fa il produttore discografico e vive da solo. Elena inizia una frequentazione altalenante sia con Adriana che Ettore, attratta dalla imprevedibilità di lei e dalla pacatezza di lui: sarà questo percorso di vita singolare che le farà capire meglio se stessa e le darà la chiave per definire meglio cosa vuole e da chi.

## Produzione
Lungometraggio prodotto da R&C Produzioni con Rai Cinema, è stato distribuito da 01. In programmazione dal 29 novembre 2012 in 125 sale. Nel manifesto, sotto il titolo, la dicitura: “l'amore ha mille sfumature”. Da non confondere con il film L'amore imperfetto uscito nel 2002.

### Luoghi delle riprese
Film girato in Lazio e in Puglia. Molte sequenze del film sono state girate nella città di Bari tra marzo e aprile 2012, a Mola di Bari, a Polignano a Mare e presso la Riserva di Torre Guaceto a Carovigno. In particolare sul lungomare, nella città vecchia e al Fortino di Sant'Antonio.

## Recensioni
“Ecco il porno-soft sdoganato. Elena, dopo una delusione sentimentale, è indecisa sul da farsi. Divide il suo letto con il maturo cinquantenne Ettore e con la trasgressiva diciottenne Adriana (tra i due nascono anche rapporti sessuali, appunto, di genere lesbo) al punto tale da diventare amore imperfetto.”